# Our New Minister (film 1910)
Our New Minister è un cortometraggio muto del 1910.

## Produzione
Il film fu prodotto dalla Selig Polyscope Company.

## Distribuzione
Distribuito dalla General Film Company, il film - un cortometraggio in una bobina - uscì nelle sale cinematografiche statunitensi il 23 giugno 1910.